# Mia Brentano’s Hidden Sea
Mia Brentano’s Hidden Sea. 20 Songs for 2 Pianos ist ein Konzeptalbum von Mia Brentano alias Klaus Martin Kopitz, das 2018 beim Label Mons Records veröffentlicht wurde. Es gelangte in den USA auf die Jahresbestenliste („Want List“) des Klassikmagazins Fanfare. Die Noten erschienen im Berliner Verlag Ries & Erler. 

## Hintergrund und Entstehungsgeschichte
Hidden Sea (dt. Verstecktes Meer) ist das erste Album von Kopitz, für das er das Pseudonym Mia Brentano wählte. Der Titel ist eine Anspielung auf die in der Ostsee gelegene Insel Hiddensee. Zugleich deutet er an, wie viele, bislang kaum genutzte Möglichkeiten die Musik noch bietet. Laut Booklet-Text ist Hidden Sea „eine Art New Wave ohne stilistische Grenzen, Musik, die gleich in mehrere der sprichwörtlichen Schubladen passt – oder in keine.“
Die einzelnen Stücke entstanden zunächst für ein Yamaha Disklavier, da unsicher war, ob sich zwei Pianisten finden würden, die bereit und in der Lage wären, die teilweise äußerst virtuose Musik zu spielen. Das betrifft insbesondere die fünf Stücke mit dem Untertitel Etude. Erst die Begegnung mit Benyamin Nuss – und später Max Nyberg – führte zur Interpretation durch zwei „richtige“ Pianisten.
Zur Bezeichnung der Stücke als „Songs“ heißt es im Booklet-Text: „Das Klavier mit seinen klaren, aber schnell verklingenden Tönen, die sich nach dem Anschlag nicht weiter formen lassen, scheint nicht zum Singen, nicht für große Melodiebögen geeignet zu sein. Aber hat nicht schon Mendelssohn – ausgerechnet für Klavier – Lieder ohne Worte geschrieben? Wenn Mia ihre filigranen Miniaturen als Songs bezeichnete, so ist sie damit durchaus in guter Gesellschaft. Zu einigen hat sie manchmal auch unverständliche Texte gemurmelt, die sie aber nie aufschrieb. Doch wozu braucht man Worte, wenn bereits die Musik alles sagt.“
Die Klavier-Aufnahmen erfolgten vom 19. bis 21. Dezember 2016 in den Berliner Traumton Studios, Tonmeister und Produzent war Georg Bongartz. Die Overdubs mit der Cellistin Asja Valcic wurden am 5. und 25. Juli 2017 in den Clipwork Studios Wien von Christoph Burgstaller aufgenommen. Die Postproduktion – Mix und Mastering – realisierte Klaus Scheuermann in den Emil Berliner Studios.
Das CD-Cover basiert auf dem Bild Mädchen mit gelbem Hemd des Münchner Künstlers Quint Buchholz.

## Titelliste
Alle Titel wurden von Mia Brentano komponiert, mit Ausnahme der vier Bonustracks, die von Benyamin Nuss und Max Nyberg, die auch als Komponisten tätig sind, improvisiert wurden.
1. When It Rained – 4:16
2. Christina’s World – 2:32
3. Early Birds (Etude 1) – 4:22
4. Miss Ada – 3:22
5. Misty Morning[2] – 3:41
6. Along the River – 2:53
7. Slapstick (Etude 2)[3] – 1:56
8. A Silent Place – 1:21
9. Children – 4:34
10. My Huckleberry Friend – 3:07
11. A Storm Is Coming (Etude 3) – 3:07
12. Canajoharie – 3:38
13. Wherever You Are – 1:06
14. On the Train to Maine (Etude 4)[4] – 2:53
15. Footprints[5] – 3:49
16. Mama Mia’s Moonshine Bar – 4:02
17. Remembering Stella – 2:55
18. Summernight Tales – 4:04
19. Wake Up (Etude 5) – 3:08
20. 4 O’clock A.M. – 4:28

Bonustracks
1. Worldless Alone – 1:57
2. Intermezzo – 1:42
3. Worldless Together I – 4:09
4. Worldless Together II – 3:57

## Rezeption
- Das Album erhielt äußerst positive Besprechungen, für den Musikkritiker Walter Huber war es sogar „eine der ganz großen Neuentdeckungen der letzten Zeit.“[6]
- Ähnlich urteilte Dave Saemann im US-amerikanischen Klassik-Magazin Fanfare: „Perhaps the most titillating CD I’ve come across in a long time is Mia Brentano’s Hidden Sea: 20 Songs for Two Pianos. This is music of wondrous clarity and melodiousness, a classical take on the singer-songwriters of the 1970s.“[7] (Die vielleicht aufregendste CD, die ich seit langem gehört habe, ist Mia Brentano’s Hidden Sea. 20 Songs for 2 Pianos. Das ist Musik von wundersamer Klarheit und Melodik, eine klassische Uminterpretation der Singer-Songwriter der 1970er Jahre.)
- Ebenfalls in Fanfare meinte Huntley Dent, die CD sei „unique among current and past releases“ (einzigartig im Vergleich zu aktuellen und früheren Veröffentlichungen). Insgesamt erschienen in Fanfare gleich vier Rezensionen, außerdem ein Interview des Komponisten mit Jaqueline Kharouf.[8]
- „Ein Wahnsinns-Album, absolut hinreißend!“ hieß es in einer Sendung von WDR 3, moderiert von Nele Freudenberger und Arnd Richter.[9]
- Robert Nemecek schwärmte in den Piano News: „Einige der 20 Piano-Songs sind so eingängig, dass man sie schon beim ersten Hören mitpfeifen kann … und all dies auf dem Fundament einer süffigen Jazz-Pop-Harmonik, die mit cooler Eleganz gehandhabt wird. … Kopitz holt aus den Instrumenten heraus, was nur herauszuholen ist und erzielt eine Fülle des Wohllauts, die süchtig macht.“[10]
- Oliver Buslau schrieb in der Zeitschrift Rondo, die Musik liefere „ein immer wieder überraschendes Panorama von klassisch bis freitonal, von jazzig bis minimalistisch.“[11]
- Im kanadischen Musikmagazin La Scena Musicale bemerkte Justin Bernard: „Hidden Sea will relax you, but also give you, thanks to its frenzied rhythm, a smile on the lips.“[12] (Hidden Sea wird dich entspannen, dir aber dank seines furiosen Rhythmus auch ein Lächeln auf die Lippen zaubern.)
- Graham Rickson urteilte auf der britischen Website The Arts Desk, „this music exists in its own prelapsarian world. … The highlights are many.“[13] (Diese Musik existiert in ihrer eigenen Welt, gleichsam noch vor dem Sündenfall … Höhepunkte gibt es viele.)